# Selaginella wurdackii
Selaginella wurdackii är en mosslummerväxtart som beskrevs av Arthur Hugh Garfit Alston. Selaginella wurdackii ingår i släktet mosslumrar, och familjen mosslummerväxter. Inga underarter finns listade i Catalogue of Life.